# Whitey Martin
Ronald Barry Martin, detto Whitey (Buffalo, 11 aprile 1939), è un ex cestista statunitense, professionista nella NBA.

## Carriera
Venne selezionato dai New York Knicks al secondo giro del Draft NBA 1961 (15ª scelta assoluta).